# Ronald Graafland
Ronald Graafland (* 30. dubna 1979, Rotterdam, Nizozemsko) je nizozemský fotbalový brankář, v současnosti hráč nizozemského klubu Feyenoord.

## Klubová kariéra
V Nizozemsku působil v klubech Feyenoord, SBV Excelsior, Vitesse a AFC Ajax.